# Leighton Bromswold
Leighton Bromswold lub Leighton – wieś i civil parish w Anglii, w hrabstwie Cambridgeshire, w dystrykcie Huntingdonshire. Leży 38 km na północny zachód od miasta Cambridge i 97 km na północ od Londynu. W 2011 roku civil parish liczyła 210 mieszkańców. Leighton Bromswold jest wspomniana w Domesday Book (1086) jako Lectone.